# Dicranella gremmenii
Dicranella gremmenii là một loài rêu trong họ Dicranaceae. Loài này được Ochyra mô tả khoa học đầu tiên năm 1999.